# Войводич, Милан
Милан Войводич (серб. Милан Војводић / Milan Vojvodić; 20 января 1994, Кикинда, Союзная Республика Югославия) — сербский футболист, полузащитник. Выступал за юношескую сборную до 19 лет. В 2013 году в составе неё стал чемпионом Европы.

## Биография
Милан выступает за клуб «Спартак Златибор Вода». В основном составе дебютировал 31 марта 2012 года в домашнем матче против ОФК. С тех пор выходил на поле в 14 матчах суперлиги и в 1 матче кубка Сербии.
В сборной Сербии до 19 лет играет с 2013 года. Дебютировал 11 июня в матче элитного раунда чемпионата Европы против Ирландии. В финальном турнире сыграл два матча группового этапа. Для Сербии чемпионат закончился победой и Милан был награждён золотой медалью.

## Достижения
- Победитель чемпионата Европы (до 19 лет): 2013